# پابلو سانتوس (تنیس‌باز)
پابلو سانتوس (انگلیسی: Pablo Santos؛ زاده ۱۵ ژوئن ۱۹۸۴) یک تنیس‌باز اهل اسپانیا است.